# Пятнистый эсперито
Пятнистый эсперито (лат. Hypoedaleus guttatus) — вид воробьинообразных птиц из семейства типичных муравьеловковых (Thamnophilidae), выделяемый в монотипический род пятнистых эсперито (Hypoedaleus). Распространён на востоке и юго-востоке Бразилии, на востоке Парагвая и северо-востоке Аргентины, на высоте до 800—900 метров над уровнем моря. Длина тела — 20,5 см. Оба пола имеют голос, который бывает двух видов: пронзительный «пиеееееееееиеув», а также шипящий и стрекочущий «чрррррт».
Окрас оперения у птиц северной популяции (распространённые от штата Алагоас на юг до штата Эспириту-Санту, в Бразилии) отличается от окраса оперения птиц, распространённых на большей территории своего ареала. У самцов северных птиц оперение груди, брюшка и огузка не золотистое, у самцов остальных популяций оно золотистое, у самок северной популяции золотистое только брюшко. Палер (англ. Paler), опираясь на данное различие, выделил северную популяцию в подвид — H. g. leucogaster.

## Фото

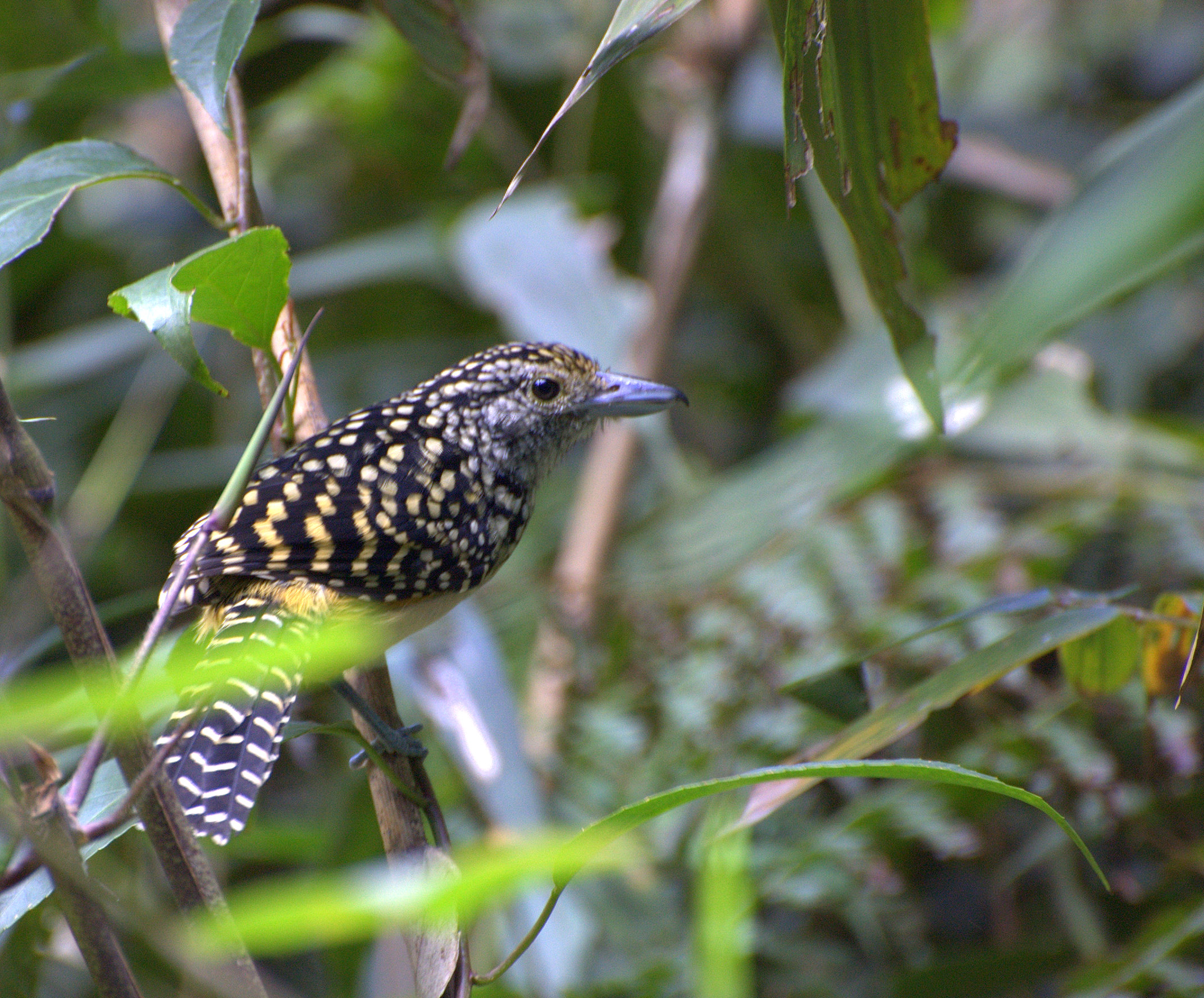
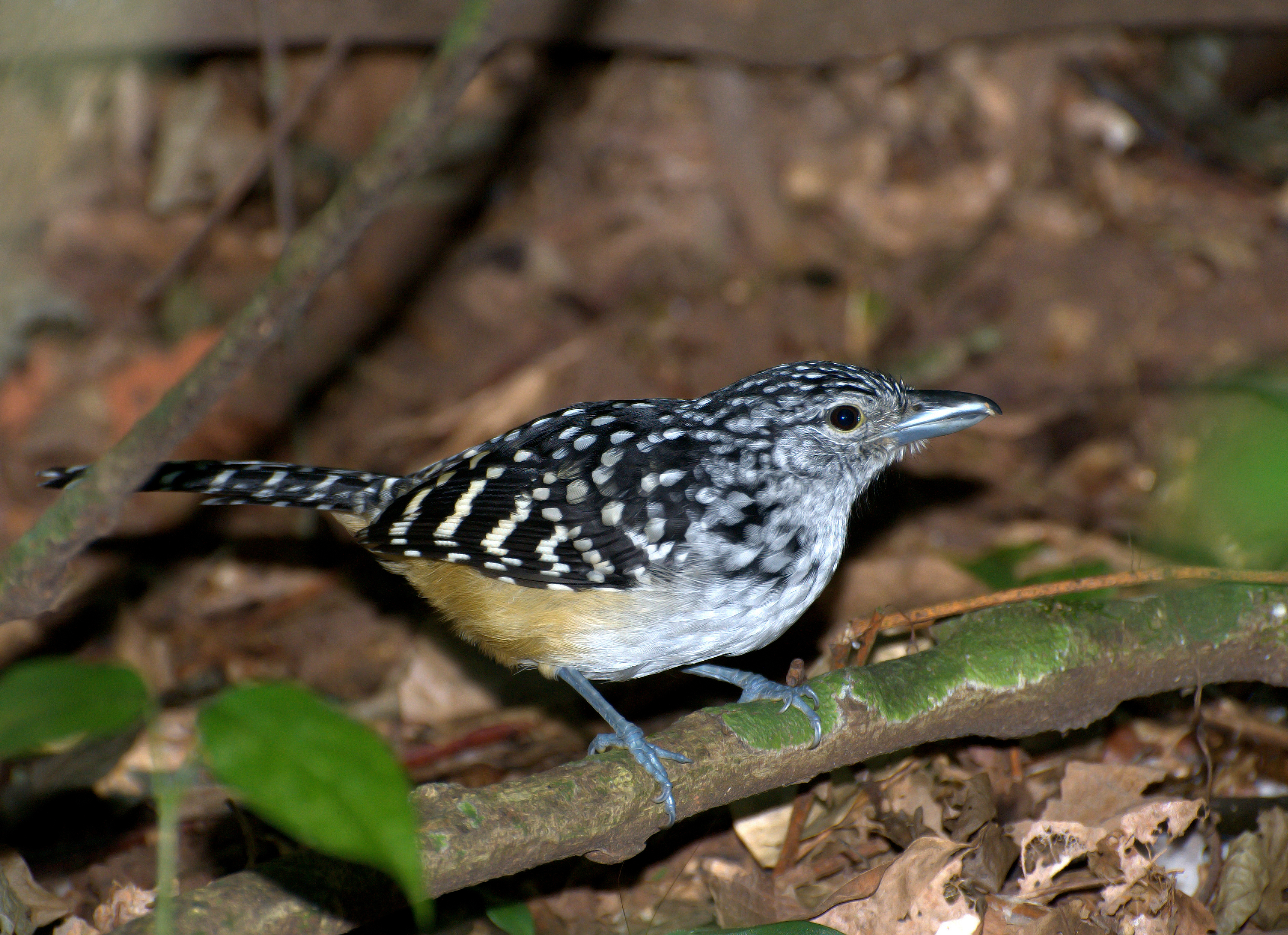
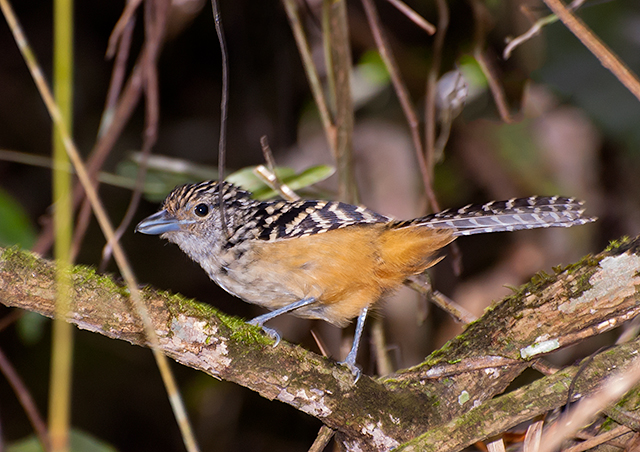